# آل فارخ

تعديل مصدري - تعديل

آل فارخ هي إحدى قرى عزلة  الوضيع بمديرية الوضيع التابعة لمحافظة أبين، بلغ تعداد سكانها 68 نسمة حسب تعداد اليمن لعام 2004.